# Salpàs
El salpàs és una tradició cristiana que consistia en una visita anual que realitzava el rector durant la Pasqua a totes les cases d'una parròquia eclesiàstica, especialment a les de pagès, per beneir-les amb aigua i sal. Un costum que troba el seu origen en la tradició jueva en record de la pintada amb sang que van fer els hebreus a les portes de les cases per alliberar-se de les plagues d'Egipte. Adoptada pel ritu cristià, consistia a beneir un recipient amb aigua i un plat amb sal amb una espelma dreta al mig. Llavors es barrejaven aigua i sal i s'aspergia, amb l'ajut de la caldereta i el salpasser, les portes i llindes de la casa, i també dels corrals. Les diferents consuetes – llibres que recullen les pràctiques i cerimònies d'una parròquia
– manifesten diverses variants d'aquesta tradició que tenia, a més, un caràcter marcadament territorial i administratiu de reconeixement d'un terme parroquial.